# Granatovaya Sopka Island
Granatovaya Sopka Island (russisch Остров Гранатовая Сопка Ostrow Granatowaja Sopka, deutsch ‚Granatapfelvulkaninsel‘) ist eine 450 m lange, 150 m breite und bis zu 22 m hohe Insel vor der Knox-Küste des ostantarktischen Wilkeslands. Am Rand der Bunger-Oase liegt sie 1,8 km nordwestlich des Cape Eolovyj im Rybij Khvost Gulf.
Sowjetische Wissenschaftler kartierten und benannten sie 1956. Das Antarctic Names Committee of Australia übertrug diese Benennung ins Englische.